# بازول (اکلاهما)
بازول(به انگلیسی: Boswell) شهری در ایالت اکلاهما کشور ایالات متحده آمریکا است که جمعیت آن در سرشماری سال ۲۰۱۰ میلادی، ۷۰۹ نفر بوده‌است.